# 非洲胎生蟾蜍
非洲胎生蟾蜍（學名Nectophrynoides asperginis），又名奇漢西噴霧蟾蜍，是一種很細小的蟾蜍，只長約2厘米。它們是於1996年被發現，並且只分佈在坦桑尼亞烏德宗瓦山脈（Udzungwa Mountains）南部的奇漢西瀑布（Kihansi Waterfall）。由於分佈地有限、失去棲息地及數量減少，國際自然保護聯盟將它們列為野外滅絕。棲息地減少是因1999年興建了奇漢西水壩所致，水壩減少了從瀑布帶來的水和泥達90%。非洲胎生蟾蜍的微生境因而受到影響，失去了供應氧氣的噴霧。它們繼而易於感染壺菌病，但諷刺的是於2003年發現壺菌病是源自於用來保護它們的花灑系統。
為了保存非洲胎生蟾蜍免於滅絕，於1990年代末就已經開始飼養它們。飼養的地方包括有美國俄亥俄州的妥列多動物園及紐約的布朗克斯動物園。於2010年，這些飼養的被帶回坦桑尼亞，但仍是在接受飼養，並有計劃地放生到它們的天然棲息地。